# Chinchillaratten
Chinchillaratten (Abrocomidae) zijn een familie van knaagdieren uit de superfamilie Octodontoidea. De familie komt voor in de Andes van Zuid-Amerika (van het zuiden van Peru tot het noordwesten van Argentinië en Noord-Chili) en bevat twee levende geslachten, één uitgestorven geslacht, negen levende soorten en twee uitgestorven soorten.

## Kenmerken
Chinchillaratten zijn op ratten lijkende dieren met grote ronde oren, een zachte pels, grote ogen en een spitse snuit. De vacht, die op die van wolmuizen (Chinchillidae) lijkt, is zilvergrijs of bruinachtig van kleur, met een lichtere onderkant. Ze hebben korte benen met aan de voorvoeten vier en aan de achtervoeten vijf tenen, die nagelachtige klauwen dragen. Hun lichaam is langer dan hun dicht behaarde staart. De dieren bereiken een kop-romplengte van 15 tot 25 centimeter, een staartlengte van 6 tot 18 centimeter en een gewicht van 200 tot 300 gram.

## Levenswijze
Chinchillaratten leven in berggebieden tot 5000 meter hoogte. Ze leven in kleine groepen van rond zes dieren in holen. Ze zijn 's nachts actief en kunnen zeer goed klimmen; ze zoeken vaak in bomen en struiken naar voedsel. Ze eten voornamelijk zaden, vruchten en noten.

## Voortplanting
Chinchillaratten worden tot twee en een half jaar oud. Na een draagtijd van 120 dagen worden er een of twee jongen geboren.

## Jacht
Omdat hun vacht op die van chinchilla's lijkt, worden chinchillaratten veel bejaagd. Toch is er geen commerciële handel ontstaan, omdat de pels minder waardevol is. Goedgelovige toeristen zijn wel afgezet met chinchillarattenvellen die als echte chinchilla's verkocht werden. Ook door verstoring van hun leefgebied zijn ze zeldzamer geworden. Toch zijn ze minder bedreigd dan andere knaagdieren, zodat alleen Abrocoma boliviensis door de IUCN als "kwetsbaar" beschouwd wordt.

## Taxonomie
Chinchillaratten behoren, zoals de meeste Caviomorpha, tot de superfamilie Octodontoidea, maar sommige indelingen plaatsen hen dichter bij de wolmuizen (Chinchillidae).

## Soorten
De familie omvat de volgende soorten:
- Geslacht Echte chinchillaratten (Abrocoma)
  - Chileense chinchillarat (Abrocoma bennettii)
  - Boliviaanse chinchillarat (Abrocoma boliviensis)
  - Sierra de Ambato-chinchillarat (Abrocoma budini)
  - Gewone chinchillarat (Abrocoma cinerea)
  - Sierra de Famatina-chinchillarat (Abrocoma famatina)
  - Sierra del Tontal-chinchillarat (Abrocoma schistacea)
  - Sierra de Uspallata-chinchillarat (Abrocoma uspallata)
  - Punta de Vacas-chinchillarat (Abrocoma vaccarum)
- Cuscomys
  - Cuscomys ashaninka
  - Cuscomys oblativa
- Protabrocoma†
  - Protabrocoma antiqua†

Het geslacht Cuscomys is pas in 1999 beschreven, en Abrocoma boliviensis in 1990. Tot 2002 werden A. budini, A. famatina, A. schistacea, A. uspallata en A. vaccarum meestal als ondersoorten of lokale vormen van A. cinerea gezien.